# Eleições do Sport Lisboa e Benfica de 2021
A Assembleia Eleitoral de 2021 do Sport Lisboa e Benfica ocorreu a 9 de outubro de 2021, em 25 locais de voto espalhados por Portugal Continental e eletronicamente para residentes nas ilhas e estrangeiro. Estas eleições serviram para determinar quem seriam os Órgãos Sociais do clube para o mandato de 2021-2025 e surgem após a detenção de Luís Filipe Vieira no âmbito do Processo Cartão Vermelho.
Ao contrário da eleição do ano anterior, na sequência de uma Assembleia Geral Extraordinária realizada no dia 17 de setembro de 2021, o método de votação utilizado em Portugal Continental foi exclusivamente o voto físico em urna.
Ainda na sequência dessa Assembleia Geral Extraordinária, foi aprovado um regulamento de forma a regulamentar o ato eleitoral e garantir a transparência do mesmo. Neste, para além da adoção do voto físico em urna em Portugal Continental, estão também previstos a utilização das plataformas de comunicação do clube por parte de todas as candidaturas (nomeadamente a BTV, o Jornal O Benfica, o site oficial do clube e a Newsletter Benfica), o acesso aos cadernos eleitorais por parte dos delegados das listas às eleições, a obrigatoriedade de identificação dos sócios votantes mediante a exibição de documento de identificação civil e cartão de sócio e a contagem imediata dos votos após o fim do período de votação.
Nestas eleições foi batido o recorde de votantes em eleições do clube, superando o recorde estabelecido na eleição de 2020. Votaram neste dia 40.085 associados, o que torna este ato eleitoral como um dos mais votados de sempre a nível mundial (no que toca a clubes desportivos), ficando apenas atrás de eleições do FC Barcelona.
Segundo os resultados anunciados pela Mesa da Assembleia Geral do clube, Rui Costa foi eleito como o 34.º Presidente da história do Sport Lisboa e Benfica, tendo a sua lista vencido com 84,48% dos votos.

## Enquadramento
Tendo as últimas eleições sido realizadas em 2020, o Sport Lisboa e Benfica teria apenas novo ato eleitoral em 2024. Todavia, no dia 7 de julho de 2021, o Presidente do Benfica em funções, Luís Filipe Vieira, foi detido no âmbito de uma investigação sobre suspeitas de burla, abuso de confiança e branqueamento de capitais, conhecida posteriormente como Operação Cartão Vermelho. De acordo com o mandado de detenção, o então Presidente do Benfica criou "esquemas de fraude" para delapidar o património da Benfica SAD, do Novo Banco e do Estado português.
Sendo graves as suspeitas sobre Luís Filipe Vieira, o mesmo pede a suspensão das suas funções como Presidente do Benfica a 9 de julho de 2021, realçando o advogado do mesmo que este apenas suspende as suas funções e não renuncia às mesmas. No mesmo dia, pela impossibilidade de Luís Filipe Vieira assumir as suas funções, o nº 2 da Direção, Rui Costa assume a presidência do clube.
A 13 de julho de 2021, em comunicado na página oficial do Benfica, a Direção do clube anuncia quais são os objetivos de curto prazo a alcançar e sublinha que iriam ser marcadas eleições antecipadas até o final do ano, de forma a garantir a "unidade no universo Benfiquista". Após os desenvolvimentos ocorridos, a 15 de julho de 2021, Vieira renuncia ao cargo de Presidente do Benfica.
De acordo com o anunciado anteriormente, a 1 de setembro de 2021, os Orgãos Sociais do clube demitem-se em bloco de forma a provocar eleições antecipadas. Ficou definido nesse dia que o ato eleitoral iria ocorrer a 9 de outubro.

## Capacidade eleitoral ativa
De acordo com o estabelecido nos Estatutos e no Regulamento Eleitoral do Sport Lisboa e Benfica, tiveram capacidade eleitoral ativa neste ato eleitoral todos os sócios do clube que cumprissem os seguintes requisitos:
- Sejam sócios há mais de 1 ano
- Tenham idade superior a 18 anos
- Tenham paga, às 18 horas de 8 de outubro de 2021, pelo menos, a quota do mês de agosto desse ano
- Estejam no pleno gozo dos seus direitos.[8][36]

Para além destes, têm ainda direito a voto as Casas do Benfica, as Filiais e as Delegações.
De acordo com o anunciado pela Mesa da Assembleia Geral do clube, constaram nos cadernos eleitorais 115.681 sócios com capacidade eleitoral ativa.

### Número de votos por sócio
De acordo com o Artigo 51º dos Estatutos do Sport Lisboa e Benfica, o número de votos a que cada sócio com capacidade eleitoral ativa tem direito define-se consoante a sua antiguidade enquanto sócio.
- Sócios com filiação entre 1 e 5 anos – 1 voto
- Sócios com filiação entre 5 e 10 anos – 5 votos
- Sócios com filiação entre 10 e 25 anos – 20 votos
- Sócios com filiação superior a 25 anos – 50 votos

No que diz respeito às Casas, Filiais e Delegações, estas tem direito ao seguinte número de votos:
- Filiais e Delegações – 20 votos
- Casas do Benfica – 50 votos

## Locais de voto
Tal como na eleição anterior, os associados do Sport Lisboa e Benfica residentes em Portugal Continental puderam exercer o seu direito de voto num dos 25 locais de voto disponíveis:

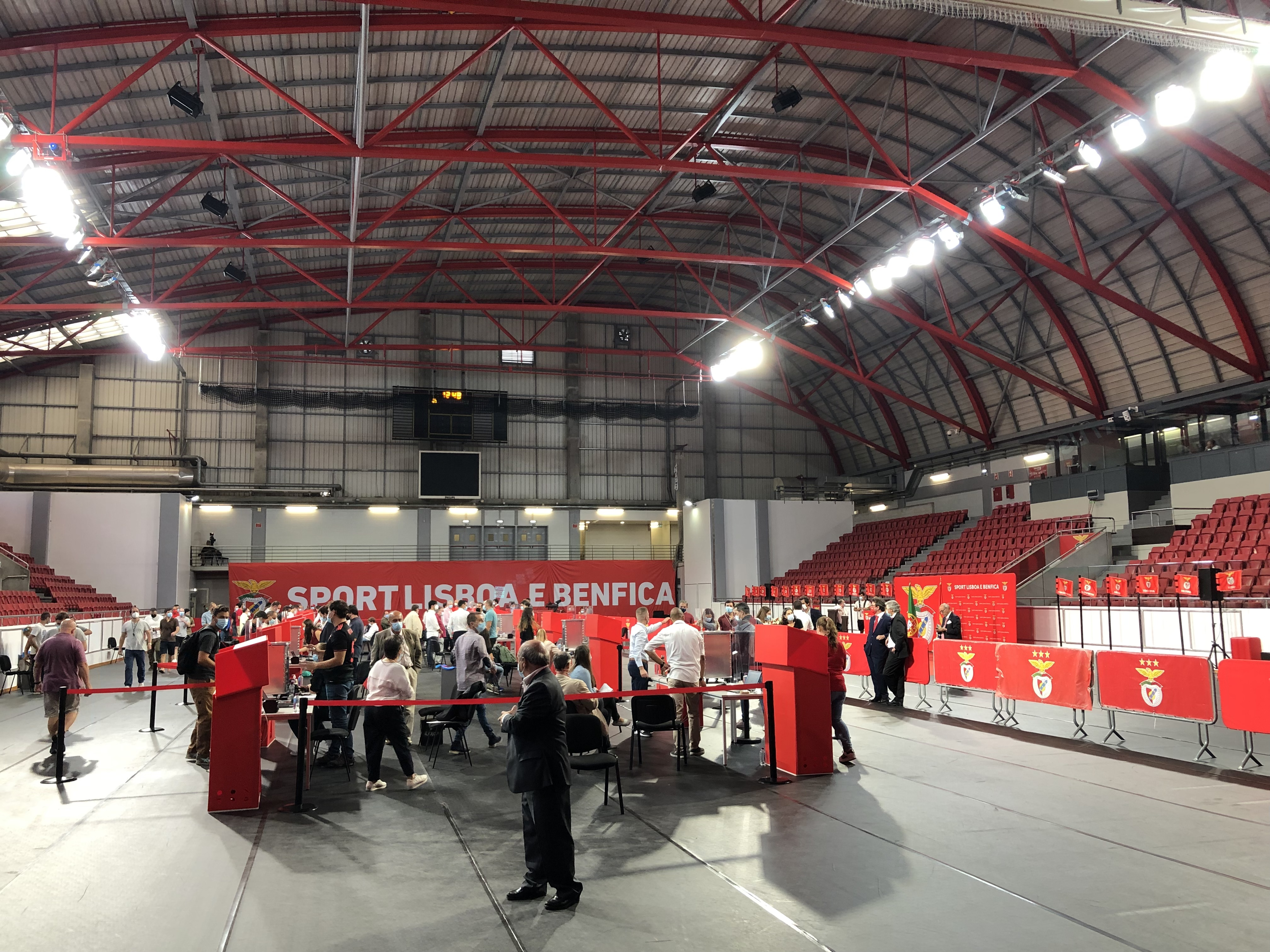
O Pavilhão nº2 do Estádio da Luz foi um dos locais onde ocorreu o ato eleitoral.

- Pavilhão n.º 2 do Complexo Desportivo do Estádio da Luz

- Albufeira (Vivenda Ana - R/C Sítio dos Brejos – Montechoro)

- Algueirão - Mem Martins (Rua Serra de Baixo, 26 - Loja A)

- Beja (Rua Dr. Francisco Alexandre Lobo, 1 R/C)

- Braga (Rua de São Vicente, 206 - R/C)

- Bragança (Rua Almirante Reis, 9)

- Castelo Branco (Urb. Quinta Doutor Beirão, Lote 15, 9 – R/C Loja 2)

- Coimbra (Estrada da Beira, 367 – R/C)

- Évora (Rua Bernardo Santareno, 2 – R/C Armazém Bairro S. José da Ponte)

- Faro (Rua Eng.º Adelino Amaro da Costa, 7 A – R/C)

- Grândola (Av. Jorge de Vasconcelos Nunes, 102 – R/C)

- Guarda (Av. Cidade de Salamanca, 18 – R/C Esq.)

- Leiria (Rua Machado dos Santos, 113 – R/C)

- Montijo (Praça da República, 20 – R/C)

- Oliveira de Azeméis (Rua Padre Joaquim Ferreira Salgueiro, 125 – R/C)

- Paredes (Rua Serpa Pinto, 107 – Loja 62)

- Portalegre (Largo Prof. Jaime Belém, 15)

- Porto (Rua António José da Silva, 104 – R/C)

- Santarém (Rua 1.º de Dezembro 52, 54)

- Seixal (Av. Vasco da Gama – Mercado Municipal, Loja 9 - Piso 1)

- Viana do Castelo (Rua da Igreja, 140 – R/C)

- Vila Nova de Famalicão (Rua Barão de Joane, 63 – R/C)

- Vila Nova de Gaia (Rua Marquês Sá da Bandeira, 323, Loja 14, CC Aviadores)

- Viseu (Largo do Paço, Lote 2 – R/C)

- Sport Vila Real e Benfica (Rua de Macau, Lote 9 – Loja 1)

Relativamente aos sócios residentes nos arquipélagos dos Açores e Madeira, bem como os residentes no estrangeiro, estes puderam exercer o seu direito de voto online, em espaço dedicado para o efeito no site oficial do clube.

## Listas concorrentes

#### Candidaturas formalizadas
| Lista | Logo | Lema                           | Candidato a Presidente da Direção | Candidato a Presidente da Mesa da Assembleia Geral | Candidato a Presidente do Conselho Fiscal | Formalização           | Ref.          |
| ----- | ---- | ------------------------------ | --------------------------------- | -------------------------------------------------- | ----------------------------------------- | ---------------------- | ------------- |
| A     |      | Por todos. Com todos. Benfica. | Rui Costa                         | Fernando Seara                                     | Fernando Santos                           | Não anunciado          | [ 44 ] [ 45 ] |
| B     |      | Servir o Benfica               | Francisco Benitez                 | João Pinheiro                                      | Nuno Leite                                | 29 de setembro de 2021 | [ 46 ] [ 47 ] |

## Debates
De acordo com o estipulado no regulamento eleitoral do Sport Lisboa e Benfica, foi realizado um debate entre os candidatos à Presidência do clube na BTV. Este debate foi assim realizado em sinal aberto, às 21h30 do dia 7 de outubro de 2021. Foi o primeiro debate realizado em eleições do clube deste 25 de outubro de 2000.
| Debates para as eleições     | Debates para as eleições | Debates para as eleições | Debates para as eleições | Debates para as eleições | Debates para as eleições |
| Data                         | Emissora                 | Moderador(es)            | P Presente               | P Presente               | Refs                     |
| Data                         | Emissora                 | Moderador(es)            | Rui Costa                | Francisco Benitez        | Refs                     |
| Data                         | Emissora                 | Moderador(es)            | Lista A                  | Lista B                  | Refs                     |
| ---------------------------- | ------------------------ | ------------------------ | ------------------------ | ------------------------ | ------------------------ |
| 7 de outubro de 2021 (21h30) | BTV                      | Luís Costa Branco        | P                        | P                        | [ 48 ]                   |
| Tempos                       | Tempos                   | Tempos                   | 57:43                    | 49:00                    |                          |

## Dia da votação
Ao contrário da eleição do ano anterior, onde chegaram a haver filas superiores a 4 horas, neste ato eleitoral o processo de votação foi mais célere, apesar de existir uma forte adesão por parte dos associados do clube. Para isto contribuiram factores como o fim das medidas de contenção da Pandemia de COVID-19 e a adoção de um novo método de votação, sendo em Portugal Continental exclusivamente usado o voto físico em urna.
Às 20h16, a cerca de hora e meia do fecho das urnas, a Mesa da Assembleia Geral do Sport Lisboa e Benfica anunciou que tinha sido superado o recorde de afluência em eleições do clube (o anterior recorde era de 38.102 votantes, nas eleições de 2020).

## Resultados
| Lista              | Lista                       | Resultado          | Resultado        |
| Lista              | Lista                       | Sócios             | Votos            |
| ------------------ | --------------------------- | ------------------ | ---------------- |
|                    | Lista A (Rui Costa)         | 33.754 (84,21%)    | 682.841 (84,48%) |
|                    | Lista B (Francisco Benitez) | 5.043 (12,58%)     | 98.923 (12,24%)  |
| → Votos em branco  | → Votos em branco           | 1.071 (2,67%)      | 21.967 (2,72%)   |
| → Votos nulos      | → Votos nulos               | 217 (0,54%)        | 4.567 (0,56%)    |
| Total de votos     | Total de votos              | 40.085             | 808.298          |
| Abstenção          | Abstenção                   | Abstenção          | 65,35%           |
| Total de inscritos | Total de inscritos          | Total de inscritos | 115.681          |

### Votação por local de voto

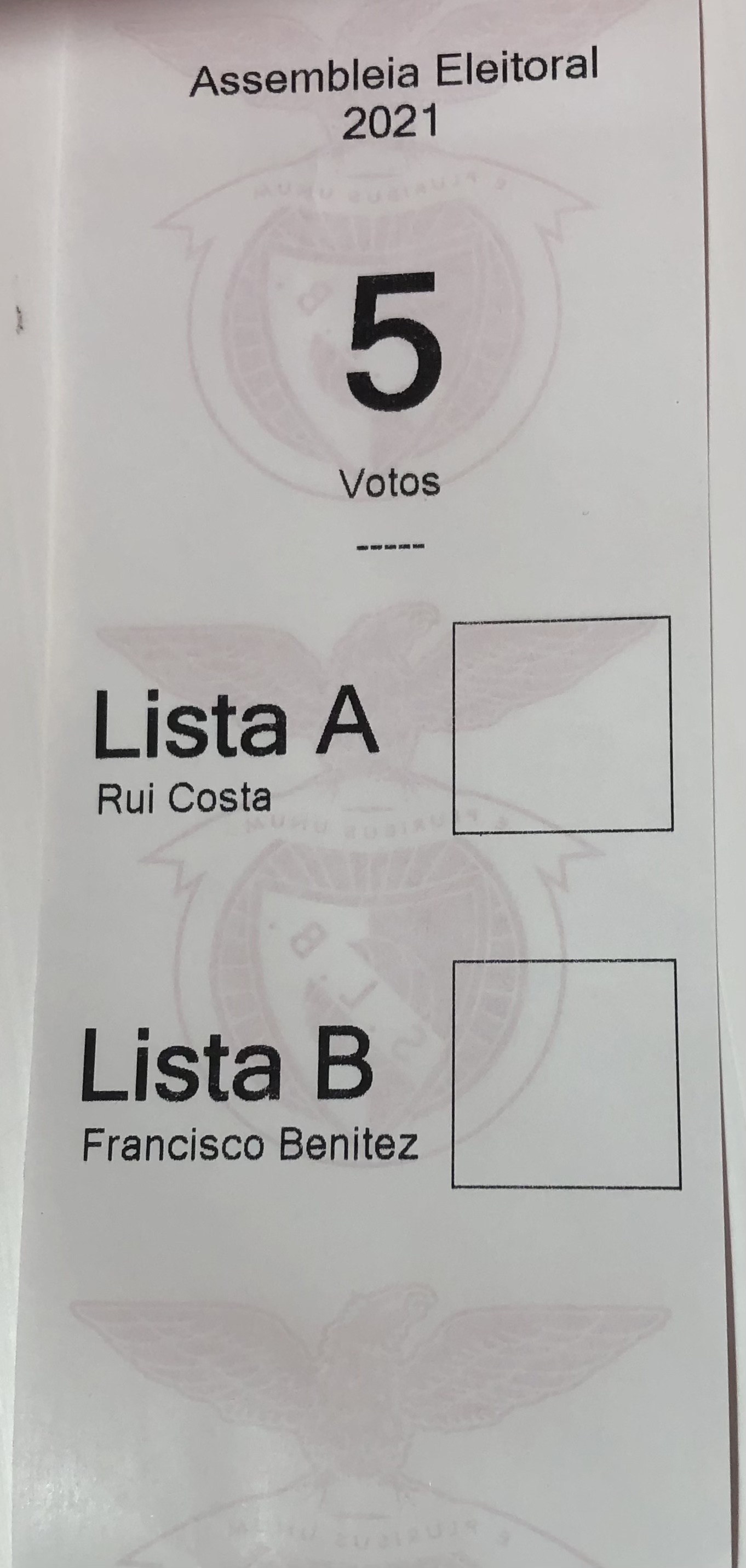
Boletim de voto utilizado no ato eleitoral, com 5 votos.

| Votação Presencial             |              |
| Norte                          |              |
| Local                          | Nº de Sócios |
| Braga                          | 926          |
| Bragança                       | 149          |
| Paredes                        | 811          |
| Porto                          | 924          |
| Viana do Castelo               | 444          |
| Vila Nova de Famalicão         | 821          |
| Vila Nova de Gaia              | 783          |
| Vila Real                      | 385          |
| Total                          | 5.243        |
| Centro                         |              |
| Local                          | Nº de Sócios |
| Castelo Branco                 | 577          |
| Coimbra                        | 1.069        |
| Guarda                         | 330          |
| Leiria                         | 1.149        |
| Oliveira de Azeméis            | 765          |
| Viseu                          | 724          |
| Total                          | 4.614        |
| Lisboa e Vale do Tejo          |              |
| Local                          | Nº de Sócios |
| Estádio da Luz (Pavilhão nº 2) | 15.934       |
| Algueirão - Mem Martins        | 1.779        |
| Montijo                        | 1.428        |
| Santarém                       | 1.139        |
| Seixal                         | 2.091        |
| Total                          | 22.371       |
| Alentejo                       |              |
| Local                          | Nº de Sócios |
| Beja                           | 343          |
| Évora                          | 732          |
| Grândola                       | 435          |
| Portalegre                     | 333          |
| Total                          | 1.843        |
| Algarve                        |              |
| Local                          | Nº de Sócios |
| Albufeira                      | 706          |
| Faro                           | 755          |
| Total                          | 1.461        |
| Votação Online                 |              |
| Ilhas                          |              |
| Local                          | Nº de Sócios |
| Açores                         | 574          |
| Madeira                        | 355          |
| Total                          | 929          |
| Resto do Mundo                 |              |
| Local                          | Nº de Sócios |
| Internet                       | 3.654        |
| Total                          | 3.654        |
| TOTAL                          | 40.115       |

### Votação por faixa etária
| Faixa Etária                 | Nº de Sócios |
| ---------------------------- | ------------ |
| 18 - 24 anos                 | 3.391        |
| 25 - 34 anos                 | 5.983        |
| 35 - 44 anos                 | 8.837        |
| 45 - 54 anos                 | 7.851        |
| 55 - 64 anos                 | 6.112        |
| 65 ou mais anos              | 7.821        |
| Casas / Filiais / Delegações | 120          |
| Total                        | 40.115       |

### Votação por género
| Género                       | Nº de Sócios |
| ---------------------------- | ------------ |
| Masculino                    | 34.265       |
| Feminino                     | 5.730        |
| Casas / Filiais / Delegações | 120          |
| Total                        | 40.115       |